# Оксалат гадолиния(III)
Оксалат гадолиния(III) — неорганическое соединение, 
соль гадолиния и щавелевой кислоты с формулой Gd2(C2O4)3,
бесцветные кристаллы,
не растворяется в воде,
образует кристаллогидраты.

## Получение
- Действие щавелевой кислоты на растворимые соли гадолиния:

{\displaystyle {\mathsf {Gd_{2}(SO_{4})_{3}+3H_{2}C_{2}O_{4}+10H_{2}O\ {\xrightarrow {}}\ Gd_{2}(C_{2}O_{4})_{3}\cdot 10H_{2}O\downarrow +3H_{2}SO_{4}}}}

## Физические свойства
Оксалат гадолиния(III) образует бесцветные кристаллы.
Не растворяется в воде.
Образует кристаллогидрат состава Gd2(C2O4)3•10H2O.

## Химические свойства
- Кристаллогидрат при нагревании теряет воду:

{\displaystyle {\mathsf {Gd_{2}(C_{2}O_{4})_{3}\cdot 10H_{2}O\ {\xrightarrow {110^{o}C}}\ Gd_{2}(C_{2}O_{4})_{3}+10H_{2}O}}}
- разлагается при сильном нагревании:

{\displaystyle {\mathsf {Gd_{2}(C_{2}O_{4})_{3}\ {\xrightarrow {800^{o}C}}\ Gd_{2}O_{3}+3CO+3CO_{2}}}}

## Применение
- В очистке гадолиния от некоторых примесей.